# Земовит I Мазовецкий
Земовит I Мазовецкий (пол. Siemowit (Ziemowit) I mazowiecki, (ок. 1215 — 23 июня 1262) — один из польских князей периода феодальной раздробленности, князь черский (1247—1262), мазовецкий (1248—1262) и серадзский (1259—1261).

## Биография
Земовит был третьим сыном князя мазовецкого Конрада I и русской княжны Агафьи Святославовны. Представитель мазовецкой линии династии Пястов. 
В отличие от своих старших братьев, Земовит не упоминается среди участников амбициозных политических и военных проектов его отца в начале и середине 1230-х годов. Когда его братьям в 1233 году были выделены самостоятельные владения, он также ничего не получил.  Впервые Земовит появляется на страницах истории в 1239 году, когда по приказу своего отца он убил плоцкого каноника Яна Херона (Jan Czapla), который в детстве был воспитателем сыновей Конрада I. Ян выказал своё отрицательное отношение к браку его старшего брата Казимира, а также, вероятно, нелестно отзывался о правлении Конрада. Земовит сначала бросил Яна в тюрьму, а затем повесил. Считается, что причиной убийства был и финансовый конфликт Конрада с правящими кругами Плоцка. Несмотря на явное участие Земовита в этом печальном действии, историография всю ответственность за него возлагает на его отца, а Земовита считает лишь исполнителем его воли.
31 августа 1247 года умер князь Конрад I Мазовецкий. В своем завещании он отдавал Мазовецкое княжество и Добжинскую землю старшему сыну Болеславу, а Серадз и Ленчицу младшему сыну Земовиту. Однако второй сын Казимир Куявский, не получивший никаких новых земель, не захотел мириться с таким решением. Пока Болеслав и Земовит находились в Плоцке на похоронах отца, он вторгся в Серадз и Ленчицу и завладел ими. Болеславу пришлось выделить из своих владений оставшемуся ни с чем Земовиту город Черск с окрестностями.
Весной 1248 года неожиданно умер бездетный Болеслав, назначивший своим единственным наследником младшего брата Земовита. Казимир опять не согласился с этим и, как и годом ранее, воспользовавшись неразберихой, вызванной неожиданной смертью Болеслава, напал на Добжинскую землю и завладел ею. Земовит не решился выступить против старшего брата и смирился с этой потерей, но отношения между братьями оказались испорченными навсегда. Вступив во владение своим новым княжеством, он сосредоточив все свое внимание на военных конфликтах на своих границах с Киевской Русью, ятвягами и Тевтонским орденом.

### Войны с ятвягами
Одной из главных его проблем были разрушительные набеги на его территорию балтийских племён. Инициатором совместных польско-русских действий против ятвягов был Конрад Мазовецкий. Вероятно, причиной интереса к покорению ятвягов были успехи, достигнутые тевтонскими рыцарями в Пруссии. После смерти Конрада эту политику пытались продолжать его сыновья Казимир и Земовит. Однако из-за враждебных отношений между ними они действовали по-разному. Казимир сначала рассчитывал только на собственные силы, а Земовит заключил союз с галицким князем Даниилом Романовичем. Для закрепления этого союза в 1248 году он женился на его дочери Переяславе. 
Осенью 1248 года Земовит вместе с Даниилом, его братом Василько Романовичем и князем-принцепсом Польши Болеславом V Стыдливым (чьи владения также регулярно страдали от нашествий балтийских племен) организовал первую крупную военную кампанию против ятвягов. Местом сбора совместных войск стал Дрогичин. Разграбив первое попавшееся поселение, польские войска подожгли здания, тем самым лишив себя возможности застать явтягов врасплох. Это вызвало недовольство галичан. В ходе экспедиции между поляками и галичанами также возникли споры о командовании. В конечном счете был достигнут компромисс, и общее командование было вверено Даниилу Галицкому, что положило конец конфликту. Ятвяги, используя сложные условия местности, применили тактику изматывания противника внезапными атаками. Несмотря на это, польско-русской армии удалось завладеть Визной. Однако в целом экспедиция оказалась неудачной. Несмотря на опустошение обширных территорий и захват множества пленных, самая важная ее цель, которая заключалась в подчинении территорий ятвягов, не была достигнута. 
В следующий раз Земовит выступил против ятвягов в 1253 году в союзе с Даниилом Галицким и его сыном Львом. Как и во время первой экспедиции, в ходе военных действий вновь возникли споры между галичанами и поляками. Несмотря на это, галичанам удалось добиться некоторых успехов. Льву удалось разбить отряды ятвяжского вождя Стекинта. По этой причине другой влиятельный ятвяг, Комат, пообещал признать власть Даниила. Мазовецко-галицкая армия опустошила ятвяжские земли и повернула обратно. Таким образом, и эта экспедиция не увенчалась ожидаемым успехом.
На рубеже 1255 и 1256 годов Земовит I участвовал в новом большом походе против ятвягов вместе с галицко-волынскими князьями и малопольскими рыцарями. Третья экспедиция была самой успешной и принесла ощутимую пользу. Войска коалиции углубились на территорию ятвягов, разрушив при этом несколько городов. Военные поражения вынудили ятвяжских князей подчиниться власти Даниила. Земовит также извлек выгоду из этой экспедиции – ему причиталась около одной шестой всей дани, которой Даниил Галицкий обложил ятвягов. 

### Альянс с Тевтонским орденом
В политике Земовита важную роль играли отношения с Тевтонским орденом. Осенью 1254 года в мазовецком городе Рацёнже Земовит I и его тесть Даниил Галицкий встретились с вице-ландмейстером Тевтонского ордена в Пруссии Буркхардом фон Хорнхаузеном и заключили соглашение. . Согласно этому соглашению, Земовит и Даниил за помощь против общих врагов, особенно ятвягов, должны были получить право на третью часть ятвяжских земель. Хотя в рацёнжском документе ничего не говорится о князе Куявском, исследователи уверены, что этот союз был также направлен против Казимира Куявского, чьи действия в отношении ятвягов представляли угрозу тевтонским рыцарям . Тесное сотрудничество Земовита с Тевтонским орденом продолжалось до конца жизни мазовецкого князя.
Казимир Куявский не мог не увидеть угрозу для себя в мазовецко-тевтонском альянсе. В декабре 1254 года он внезапно захватил в плен своего брата и его жену, когда они возвращался из Кракова после празднования канонизации епископа Станислава Щепановского. Земовит и Переяслава были заключены в серадзкий замок.  В результате вмешательства папского легата и князя-принцепса Болеслава V Казимир освободил своего брата и его жену из плена в канун Пасхи 1255 года. Одним из условий освобождения Земовита было его обещание поддержать Казимира в войне против Святополка II Померанского. Между братьями было достигнуто примирение и вскоре оба Конрадовича выступили в поход против Святополка II.
В 1255 году, когда Земовит еще находился в плену, Святополк II захватил великопольский город Накло. Великопольский князь Пшемысл I собрал альянс пястских князей в составе Казимира Куявского, Болеслава V Стыдливого, своего брата Болеслава Набожного и Земовита, который отправился отвоевывать Накло. Земовит отправил на войну 800 своих воинов. Попытка отвоевать город из-за плохих погодных условий не увенчалась успехом.  В августе 1257 года Земовит и Казимир встречались с тевтонскими рыцарями во Влоцлавеке и подписали соглашение, в котором обязались уважать текущую границу с Тевтонским государством и не претендовал на земли, которые в ближайшее время получит орден.
Однако мирные отношения между Конрадовичами сохранялись недолго. В 1259 году Земовит примкнул к коалиции князей в составе князя-принцепса Польши Болеслава V Стыдливого, Болеслава Набожного и Романа Даниловича, князя Новогрудского, направленной против князя куявского. Войска коалиции вторглись во владения Казимира Куявского и захватили Серадзское княжество, которое было передано Земовиту. Спустя два года, в результате повторной экспедиции против Казимира Куявского, к которой примкнул его сын Лешек II Черный, по настоянию участников коалиции Земовит был вынужден отдать Серадз Лешеку. 
Участие в этой вооруженной коалиции и вмешательство во внутренние дела княжества Казимира создавали опасность ответной карательной экспедиции против Мазовии. Это побудило Земовита усилить союз с тевтонскими рыцарями. 15 июня 1260 года в Трошине под Плоцком он подписал новое соглашение с ландмейстером Тевтонского ордена в Пруссии Хартмутом фон Грумбахом. Орден подтверждал право мазовецкого князя на 1/6 части ятвяжских земель (территория между реками Бебжа, Нарев и Супрасль) , в то же время обязуя его оказывать поддержку тевтонским рейдам против язычников. Земовит также мог рассчитывать на помощь ордена в случае агрессии со стороны других врагов. Несомненно, князь опасался не только старшего брата Казимира, но и Литвы.

### Нападение литовцев
Трудно установить точное количество литовских набегов на Мазовию в XIII веке из-за разных дат одного нападения, представленных разными источниками, или неточных названий агрессоров, поскольку под названием «пруссы» часто понимались литовцы, пруссы и ятвяги. 
В историографии разделились мнения о событиях 1260-1262 годов. Некоторые историки считают, что в 1260 и 1262 годах было два набега литовцев на Мазовию, другие же, что был только один в 1262 году. Возможно, в 1260 году, согласно «Великопольской хронике»  , был набег литовцев командованием Миндовга на Мазовию, в ходе которого двери Плоцкого кафедрального собора были разграблены и увезены в Новогрудок. Возможно, был еще один набег в 1262 году . 
В любом случае, поражение тевтонских рыцарей при Дурбе, начало Второго прусского восстания и еще одно поражение тевтонов при Ленневардене 3 февраля 1261 года привели к повороту в политике литовского короля Миндовга. Победившие жемайты признали суверенитет Миндовга в обмен на отказ от христианства и разрыв с тевтонскими рыцарями. Поэтому в первой половине 1261 г. Земовит I Мазовецкий, как союзник ордена, также стал одним из важных врагов Литовского княжества.
В конце весны 1262 года началась вооруженная экспедиция литовцев и галичан на Мазовию. Один из отрядов ударил в направлении Помезании, другой по Хелминской земле и на обратном пути сжег Плоцк, оставленный Земовитом. Третий отряд был направлен в сторону Яздова.
Командиром отряда, согласно «Великопольской хронике», был Шварн, сын Даниила Галицкого. В Яздове укрылся Земовит вместе со старшим сыном Конрадом. Мазовецким войскам, возможно, удалось бы выдержать осаду литовцев, не готовых к длительному пребыванию на вражеской земле (тем более что вскоре могла прийти помощь от союзников Земовита), но в результате предательства одного из горожан осаждавшим удалось 23 июня ворваться в Яздов. В последующем сражении на улицах города князь Земовит I Мазовецкий был убит, а его старший сын Конрад попал в плен, откуда вернулся только через два года. По некоторым источникам, Земовит был обезглавлен по личному приказу своего шурина Шварна Даниловича, тело его было сожжено. 
Власть в Мазовецком княжестве после гибели Земовита приняла на себя его жене Переяслава, которая при поддержке Болеслава Набожного восстановила территории, опустошенные литовским вторжением.

## Брак и дети
В 1248 году князь Земовит I Мазовецкий женился на Переяславе Даниловне Галицкой (ум. 1283), дочери князя Даниила Романовича Галицкого. Дети от этого брака: 
- Конрад II (ок. 1250 — 1294), князь мазовецкий и черский
- Болеслав II (ок. 1251 — 1313), князь мазовецкий и черский
- Саломея (ок. 1262 — 1301), монахиня.